# ガーンジー島の読書会の秘密
『ガーンジー島の読書会の秘密』（ガーンジーとうのどくしょかいのひみつ、The Guernsey Literary and Potato Peel Pie Society）は2018年のイギリス・フランスのドラマ映画。監督はマイク・ニューウェル、主演はリリー・ジェームズが務めた。本作はメアリー・アン・シェイファーとアニー・バロウズが2008年に発表した小説『ガーンジー島の読書会』を原作としている。

## ストーリー
1941年、ガーンジー島（イギリスの王室属領）はナチス・ドイツの占領下にあった。そんなある日、4人の住民が歩いていると、ドイツ軍の兵士に咎められた。当時、ドイツ軍占領下のガーンジー島では夜間外出禁止令が発出されていたためである。4人は「ガーンジー島文学・ポテトピールパイ同好会という集まりから帰宅する途中です」と言ったため、兵士たちは4人をそのまま行かせることにした。
1946年1月、作家のジュリエット・アシュトンは編集者のシドニー・スタークとともに新刊の宣伝活動に励んでいた。そんなジュリエットの元に一通の手紙が届いた。手紙の主、ドーシー・アダムスはガーンジー島の住民で、「『エリア随筆』に感銘を受けたので、著者であるチャールズ・ラムの他の作品を入手したいのだが、どこの書店に行けば良いのか」と尋ねてきたのである。その手紙には彼がガーンジー島文学・ポテトピールパイ同好会の一員であることも書かれていた。読書の効能についてのコラムを寄稿することを求められていたジュリエットは同好会に関心を持ち、チャールズの他の本と引き替えに同好会に関する情報を得ることにした。
ジュリエットは取材のためにガーンジー島に行くことにした。船に乗る直前、恋人のアメリカ軍人マーク・レイノルズからプロポーズされ、ジュリエットはそれを受け入れた。島に到着した後、ジュリエットが読書会の場に赴くと、会員たち（ドーシー・アダムズ、アメリア・モーグリー、アイソラ・プリビー、エベン・ラムジー、イーライ・ラムジー）から温かく出迎えられた。ジュリエットが読書会について「タイムズ」に掲載する記事を書きたいと申し出たところ、アメリアはけっして許そうとはしなかった。その後、ジュリエットは会の創設者であるエリザベス・マッケンナは欧州のどこかにいること、ドーシーが彼女の娘（キット・マッケンナ）の後見人を務めていることを知った。
週末にロンドンに帰る予定だったが、読書会への興味を抑えることができなかったため、ジュリエットは島に滞在し続けることにした。時が経つにつれて、ジュリエットの取材を快く思っていなかった読書会のメンバーも徐々に心を開いてくれるようになった。そして、彼/彼女らから「エリザベスは戦時中に身柄を確保され、ドイツに送致されてしまった。でも、私たちは彼女がいつかこの島に帰ってくると信じているよ」という話を聞いた後、ジュリエットは軍関係者でもある婚約者のマークにエリザベスがどこにいるのかを調べてもらうことにした。ほどなくして、ジュリエットは読書会についての記事を書き上げ、それを一読した民宿の従業員が「エリザベスはこの記事で書かれているような聖女ではありませんよ。戦時中、彼女はドイツ軍の兵士に春をひさぐことで金品を得ていたのです。」と言った。そしてアイソラやアメリア、ドーシーから、エリザベスはドイツ軍兵士クリスチャン・ヘルマンと恋仲となり、キットはその2人の間にできた子供だったことを知る。
ジュリエットがエリザベスの実像を把握しかねる中、マークがエリザベスに関する情報を携えて島にやって来た。

## キャスト
- ジュリエット・アシュトン: リリー・ジェームズ
- ドーシー・アダムズ: ミキール・ハースマン
- マーク・レイノルズ: グレン・パウエル
- エリザベス・マッケンナ: ジェシカ・ブラウン・フィンドレイ
- アイソラ・プリビー: キャサリン・パーキンソン
- シドニー・スターク: マシュー・グッド
- エベン・ラムジー: トム・コートネイ
- アメリア・モーグリー: ペネロープ・ウィルトン
- シャーロット・スティンプル: ブロナー・ギャラガー
- イーライ・ラムジー: キット・コナー（英語版）
- エディ・メアーズ: アンディ・ギャザーグッド
- キット・マッケンナ: フローレンス・キーン
- クリスチャン・ヘルマン: ニコロ・パセッティ（英語版）
- ドイツ当局の職員: マルク・オラヴェック

## 製作
2010年7月22日、ポール・メイザーが小説『ガーンジー島の読書会』の映画化に着手していると明かした。税制優遇などの金銭的メリットがないにも拘わらず、メリットは本作をガーンジー島で撮影するつもりだと述べた。2011年8月4日、ケネス・ブラナーが本作のメガホンを取ることになったと報じられた。2012年1月13日、ケイト・ウィンスレットの出演が決まったとの報道があった。4月、スケジュールの都合で、本作の製作開始が来年に持ち込まれると発表された。2013年2月、ブラナーとウィンスレットが降板した。
2016年2月5日、マイク・ニューウェルの監督起用が発表されると共に、ロザムンド・パイクの起用が検討されているとの報道があった。10月20日、リリー・ジェームズが本作に出演することになったと報じられた。3月21日、ミキール・ハースマンとグレン・パウエルがキャスト入りした。

## 評価
本作は、批評家からおおむね好意的に評価されている。
映画批評集積サイトのRotten Tomatoesには70件のレビューがあり、批評家支持率は81%、平均点は10点満点で6.42点となっている。サイト側による批評家の見解の要約は「奇抜なタイトルから想像されるものより、ずっと伝統的で素直な作品である。歴史ドラマが好きな映画ファンにとって、『ガーンジー島の読書会の秘密』は愉快で心地よいものであろう。」となっている。また、Metacriticには10件のレビューがあり、加重平均値は65/100となっている。